# Плань (Верхняя Гаронна)
Плань (фр. Plagne, окс. Planha) — коммуна во Франции, находится в регионе Юг — Пиренеи. Департамент — Верхняя Гаронна. Входит в состав кантона Казер. Округ коммуны — Мюре.
Код INSEE коммуны — 31422.

## География

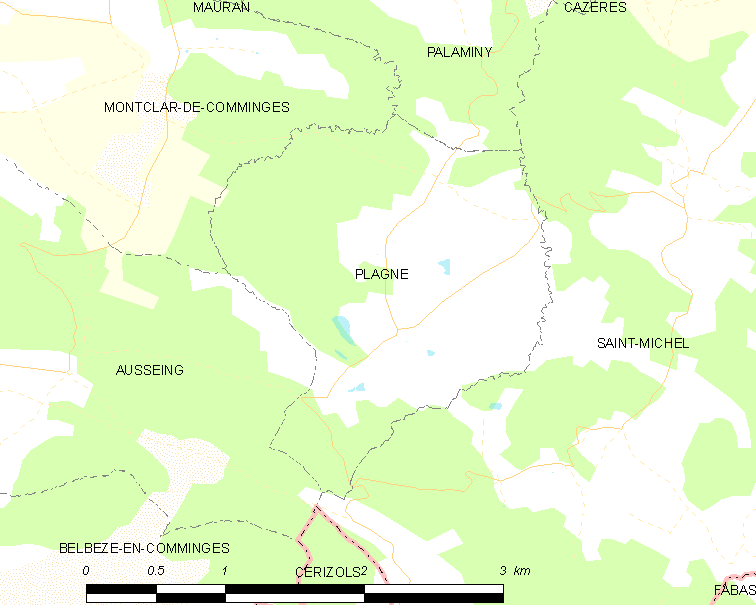
Карта коммуны

Коммуна расположена приблизительно в 650 км к югу от Парижа, в 60 км к юго-западу от Тулузы.

## Климат
Климат умеренно-океанический. Зима мягкая и снежная, весна характеризуется сильными дождями и грозами, лето сухое и жаркое, осень солнечная. Преобладают сильные юго-восточные и северо-западные ветры.

## Население
Население коммуны на 2010 год составляло 89 человек.
| 1962 | 1968 | 1975 | 1982 | 1990 | 1999 | 2010 |
| ---- | ---- | ---- | ---- | ---- | ---- | ---- |
| 66   | 55   | 70   | 58   | 60   | 88   | 89   |

## Экономика
В 2010 году среди 60 человек трудоспособного возраста (15—64 лет) 43 были экономически активными, 17 — неактивными (показатель активности — 71,7 %, в 1999 году было 76,8 %). Из 43 активных жителей работали 40 человек (22 мужчины и 18 женщин), безработных было 3 (0 мужчин и 3 женщины). Среди 17 неактивных 2 человека были учениками или студентами, 11 — пенсионерами, 4 были неактивными по другим причинам.